# Biometrické zařízení
Biometrické zařízení zajišťuje bezpečenostní identifikaci a autentizaci. Takové zařízení měří jedinečné biologické charakteristiky subjektu (biometrie), například otisky prstů, obraz obličeje, snímek sítnice nebo lidský hlas, pro jednoznačné určení identity. Ty poskytují řízení přístupu k bezpečnostně citlivým oblastem jako jsou například počítačové systémy nebo jiné oblasti s omezeným přístupem.
Mezi biometrické zařízení patří čtečky otisků prstů, systémy pro rozpoznání obličeje, systémy pro rozpoznání geometrie ruky, systémy rozpoznání mluvčího a systémy pro ověření podpisu.